# Land O' Lakes
Land O' Lakes is een plaats (census-designated place) in de Amerikaanse staat Florida, en valt bestuurlijk gezien onder Pasco County.

## Demografie
Bij de volkstelling in 2000 werd het aantal inwoners vastgesteld op 20.971.

## Geografie
Volgens het United States Census Bureau beslaat de plaats een oppervlakte van
54,7 km², waarvan 48,2 km² land en 6,5 km² water.

## Plaatsen in de nabije omgeving
De onderstaande figuur toont nabijgelegen plaatsen in een straal van 16 km rond Land O' Lakes.